# Warcraft III: Reign of Chaos
Warcraft III: Reign of Chaos is een RTS-computerspel uitgebracht door Blizzard Entertainment. Warcraft III is het vierde Warcraft-spel en het derde deel in de serie. Warcraft III is het vervolg op Warcraft II: Beyond the Dark Portal waarbij ervan wordt uitgegaan dat de mensen in dat spel hebben gewonnen. De uitbreiding is Warcraft III: The Frozen Throne.

## Het verhaal
Bijna 15 jaar zijn verstreken sinds een groep mensen het land Dreanor binnenging en de Dark Portal, samen met een groot deel van Dreanor, vernietigden en zo een einde maakten aan de bedreiging van de orks. Helaas zijn de helden die dit deden nooit meer teruggekeerd. De weinige orks die nog in Azeroth waren, zijn gevangen in verschillende kampen. De Alliance is echter uiteengevallen.
Maar nu dreigt er een nieuw gevaar. Overal in Lordaeron breken in dorpen vreemde ziekten uit die mensen veranderen in zombies. Een mysterieuze profeet voorspelt de terugkeer van demonen die tienduizend jaar eerder al de wereld van Azeroth teisterde maar toen verslagen werd door de Night Elves. Al snel wordt Lordaeron veroverd en de inwoners ervan vluchten weg naar Stormwind, nu de hoofdstad van de mensen.
Ondertussen zijn de orks uitgebroken en op aanwijzingen van diezelfde mysterieuze profeet vluchten ze naar het continent Kalimdor. Daar ontmoeten ze de Tauren, een soort intelligente Minotaur. Niet veel later verschijnen ook de Night Elves, die zich duizenden jaren hadden verborgen op hun heilige berg, Mount Hyjal, wachtend op de dag dat The Burning Legion zou terugkeren. De grootste oorlog uit de geschiedenis van Azeroth staat op het punt uit te breken…

## Het spel
Het spel is in tegenstelling tot Warcraft I en II geheel in 3D en de troepen zijn nog gedetailleerder dan eerst. De basis is nog steeds hetzelfde. Je hebt burgertroepen die goud delven, hout hakken en gebouwen neerzetten om legers te trainen. In elk level moet je bepaalde opdrachten uitvoeren.
In Warcraft III zijn er vier verschillende partijen (rassen) waarmee kan worden gespeeld. Naast gewone troepen en gebouwen heeft elk ras ook speciale heldeneenheden (hero units) en een groot aantal eenheden die je kunt oproepen met andere troepen.
Zeetroepen komen in tegenstelling tot vorige Warcraft-titels niet voor in Warcraft III (dit is veranderd in de uitbreiding: 'Warcraft III: The Frozen Throne'), maar wel hebben alle vier de partijen extra tovenaars en andere units met speciale gaven. Dit maakt het mogelijk om veel verschillende strategieën, aanvallen en tegenaanvallen te bedenken.

## The Alliance (mensen)
De alliantie van de mensen is na de laatste oorlog uiteengevallen, maar komt nu weer bij elkaar. Net als in Warcraft II bestaat de alliantie uit mensen, dwergen en elfen.

### Gebouwen
- Town Hall: net als in de vorige twee delen vormt de Town Hall het centrum van je nederzetting.
  - Keep: geüpgradede Town Hall. Dit geeft je toegang tot meer upgrades voor je leger.
    - Castle: geüpgradede Keep. Een Castle geeft toegang tot alle units en upgrades die je leger kan krijgen.
- Farm: net als in de vorige twee delen zijn deze nodig om je leger te voeden. Een farm geeft je 6 voedseleenheden, bij de andere rassen is dit 10.
- Barracks: de Barracks is belangrijk voor het trainen van je primaire grondtroepen: : footmen, riflemen en knights.
- Lumbermill: Hier kunnen peasants hout afleveren. Ook kunnen je gebouwen hier versterkt worden.
- Blacksmith: hier kan onderzoek worden gedaan naar betere wapens en schilden.
- Arcane Sanctum: de thuisbasis van alle magische troepen in het mensenleger. Hier worden de Priests en Sorceresses getraind. Kan alleen worden gebouwd als je een Keep hebt.
- Workshop: hier kan je mortar teams en siege engines bouwen. Kan alleen worden gebouwd als je een Castle en een Blacksmith hebt.
- Gryphon Aviary: net als in Warcraft II trainen deze gebouwen je sterkste luchttroepen. Kan alleen worden gebouwd als je een Keep en een Lumbermill hebt. De Gryphon Rider wordt hier getraind.
- Altar of Kings: het belangrijkste gebouw na de Town Hall. Hier kun je helden trainen.
- Scout Tower: vergroot het gebied dat je kunt overzien. De Scout Tower kan worden geüpgraded in:
  - Guard Tower: is in staat grond- en luchttroepen aan te vallen.
  - Cannon Tower: sterker in aanvallen dan de Guard Tower, maar alleen bruikbaar tegen grondtroepen, en erg duur.

### Normale troepen
- Peasant: de landarbeiders van het mensenleger.
  - Militia: in geval van een aanval kan de Town Hall de opdracht "Call to Arms" geven, waardoor de Peasants meteen stoppen met wat ze doen en zich bewapenen tot Militia. Militia zijn niet bijzonder sterk, maar kunnen wel van pas komen bij gebrek aan soldaten.
- Footman: Primaire soldaten, net als in de twee voorafgaande delen.
- Rifleman: Dwergen gewapend met geweren. Ze kunnen vanaf een afstand aanvallen en zijn ook inzetbaar tegen luchttroepen.
- Knight: Ridders vormen de sterkere grondtroepen. Gelijk als in de twee voorafgaande delen.
- Priest: Priester, deze elfen zijn gespecialiseerd in magie en vormen de primaire magische troepen van het leger. Hun spreuken zijn:
  - Heal: 'Genees' herstelt de gezondheid van de troepen. Dit werkt alleen op "levende" troepen, dus niet op machines.
  - Dispel Magic: maakt alle andere magische aanvallen die op een groep zijn gebruikt ongedaan.
  - Inner Fire: vergroot het schild van een eenheid met 5, plus 10% meer schade.
- Sorceress: deze vrouwelijke magiërs beschikken over sterkere spreuken dan de priester (Priest) en dienen als back-up voor het leger. Haar spreuken zijn:
  - Slow: 'Vertraag' vertraagt een vijandelijke soldaat met 25%.
  - Invisibility: 'Onzichtbaarheid' maakt een soldaat tijdelijk onzichtbaar totdat hij in de aanval gaat, of ontdekt wordt door de vijand door middel van een Gem of True Sight, een Ward, Far Sight (hero skill), of reveal.
  - Polymorph: 'Polymorf' verandert een vijandelijke eenheid in een schaap. Deze polymorph heeft echter een paar andere voorwaarden dan de polymorph uit warcraft II:
    - polymorph werkt niet op helden en opgeroepen manschappen
    - polymorph werkt maar tijdelijk en kan ongedaan gemaakt worden door een tegenspreuk
    - een eenheid die veranderd is in een schaap heeft nog steeds hetzelfde aantal hitpoints als in zijn normale vorm. Hij kan alleen niet meer aanvallen. Het schild (armor) van de eenheid verandert naar het normale type.
- Gyrocopter: vliegtuigjes bestuurd door een dwerg, deze kunnen aanvallen. Deze eenheid is in de uitbreiding hernoemd tot Flying Machine.
- Mortar Team: grondtroepen gemaakt voor sloopwerk. Ze kunnen snel hele gebouwen wegvagen en bomen kapotschieten om de weg vrij te maken.
- Steam Tank: machines aangedreven door stoomkracht en met een dik pantser. Effectief tegen gebouwen. Deze eenheid is in de uitbreiding hernoemd tot Siege Engine.
- Gryphon Rider: Hamergooiende dwerg op een vliegend beest. Sterk en duur.

### Helden en speciale troepen
- Paladin: Paladijn. Nadat de orde van de zilveren hand uiteen viel, zwierven de paladijnen uit over Azeroth. Deze held beschikt ook over enkele spreuken. Dit zijn:
  - Holy Light: 'Heilig licht' geneest een van de manschappen en beschadigt ondode manschappen
  - Divine Shield: 'Goddelijk schild' maakt een paladijn tijdelijk onkwetsbaar voor alle aanvallen en spreuken
  - Devotion Aura: 'passive' geeft de troepen die dichtbij staan zijn extra pantser
  - Resurrection: 'Wederopstanding' brengt zes van de gevallen manschappen weer tot leven.
- Archmage: de Archmage kan net als de conjurers uit Warcraft I speciale troepen oproepen voor het leger. Verder beschikt hij over een aantal andere spreuken:
  - Blizzard: veroorzaakt schade over alle troepen en gebouwen in een gebied.
  - Summon Water Elemental: roept een Water Elemental op.
  - Brilliance Aura: geeft andere magische units sneller opnieuw mana.
  - Mass Teleport: teleporteert de Archmage en 23 andere soldaten van je eigen leger naar een eigen kamp.
- Mountain King: de sterkste onder de dwergenkrijgers. Hij is in staat tot een aantal speciale aanvallen en vormt een enorme aanwinst voor je leger.
  - Thunder Bolt: Gooit een massieve hamer naar de vijand, deze doet veel schade en maakt de vijand bewusteloos
  - Thunder Clap: Gooit eigen hamer op de grond om een kleine aardschok te veroorzaken, dit verzwakt de vijand die in de buurt staat en doet een kleine schade
  - Bash: Bij elke aanval heeft de Mountain King een mogelijkheid om de vijand bewusteloos te slaan en 25 bonus damage
  - Avatar: Zorgt dat de Mountain King een reus wordt, bestaande uit steen, waardoor zijn aanval verhoogt, hij meer hitpoints (levenspunten) krijgt en onkwetsbaar wordt voor magische aanvallen.
- Water Elemental: deze watermonsters kunnen alleen door een Archmage worden opgeroepen. Ze zijn verder hetzelfde als in Warcraft I. Hoe hoger het level van de Archmage die hen oproept, des te sterker is de Water Elemental.

## De horde (The Horde)
Het blijkt aan het begin van Warcraft III dat de orks al geruime tijd onder invloed stonden van de (Burning Legion) (de demonen) en daardoor enorm agressief werden tegenover mensen. Nu dit voorbij is keren ze zich eveneens tegen de ondoden.
De ogers en Death Knights helpen hen niet meer, maar de orks hebben nu wel versterking van de Tauren. Ook de trollen vechten nog steeds aan hun kant mee. Al zijn dit nu geen bos-trollen (Forest Trolls), maar oerwoudtrollen (Jungle Trolls) - deze zijn blauw.

### Gebouwen
- Great Hall: Het basisgebouw van de orks, hier worden Peons getraind.
  - Stronghold: Bolwerk, een geüpgradede Great Hall. Geeft toegang tot meer troepen en upgrades.
    - Fortress: Fort, een geüpgradede bolwerk (Stronghold). Geeft toegang tot alle troepen en upgrades die het ork-leger heeft.
- Orc Burrow: voorziet het ork-leger van voedsel en kan Peons ertoe aanzetten het kamp te verdedigen.
- Barracks: Barakken bedoeld voor het trainen van de primaire grondtroepen.
- War Mill: hier worden de kracht en het pantser van grondtroepen geüpgraded. Peons kunnen hier ook hout afleveren.
- Spirit Lodge: Hier worden de magische troepen van de orks getraind. Kan alleen worden gebouwd als je een bolwerk hebt.
- Beastiary: Hier worden de troepen getraind die met beesten werken. Dit zijn zowel grond- als luchttroepen. Kan alleen worden gebouwd als je een bolwerk hebt.
- Watch Tower: Uitkijktoren vergroot het gebied dat je kan overzien. Ze kunnen ook aanvallen als dat moet.
- Tauren Totem: de trainingsplek van de Tauren. Kan alleen worden gebouwd als je een fort (Fortress) en War Mill hebt.
- Altar of Storms: hier kunnen de helden van de orks worden opgeroepen.

### Normale units
- Peon: werkers van de orks. Onveranderd gebleven ten opzichte van de vorige twee delen.
- Grunt: de primaire soldaten van het ork-leger.
- Troll Headhunter: deze trollen kunnen speren werpen en daardoor vanaf een afstand en luchttroepen aanvallen.
- Demolisher: katapulten voor het zwaardere sloopwerk.
- Shaman: de Shamans waren de originele ork-tovenaars voordat ze onder invloed kwamen van The Burning Legion. Ze vormen de primaire magische troepen van de orks. Hun spreuken zijn:
  - Purge: verwijdert alle spreuken die op een unit zijn gebruikt en kan de vijand vertragen.
  - Lightning shield: geeft een unit een schild van bliksems dat alle units om hem heen beschadigt.
  - Bloodlust: vergroot de aanvalssnelheid en loopsnelheid van je troepen.
- Witch Doctor: trollen gespecialiseerd in magie en de tweede serie magische troepen van de orks. Hun spreuken zijn:
  - Sentry Ward: creëert een onzichtbaar en onbeweeglijk oog dat (onzichtbare) vijanden van ver kan zien aankomen.
  - Statis Trap Ward: een val die elke vijand die erop trapt verlamt.
  - Healing Ward: een magische ward die langzaam de eigen troepen die er in de buurt staan herstelt.
- Raider: deze sterke orks met hun enorme wolven uit Warcraft I zijn weer terug, en nog steeds even dodelijk.
- Kodo Beast: Kodo Beasts vergroten de aanval van de andere orks. Ze kunnen ook units opeten (Devour).
- Wind Rider: orks rijdend op gevleugelde wezens genaamd Wyverns.
- Tauren: de sterkste normale grondtroepen van de orks. Tauren lijken veel op een minotaurus en zijn enorme vechtmachines.

### Helden
- Blademaster: deze krijgers dienen als Thrall's lijfwachten en zijn de weinig overlevenden van de vernietiging van Draenor.
  - Wind Walk: De Blademaster wordt onzichtbaar en sneller. Wanneer hij aanvalt wordt hij terug zichtbaar, bij deze aanval doet hij extra schade.
  - Mirror Image: De Blademaster maakt een of meer dubbelgangers van zichzelf om de vijand te verwarren. De dubbelganger doet geen schade en sterft sneller dan de echte.
  - Critical Strike: 'passive' Er is een kans dat de blademaster veel meer schade doet wanneer hij aanvalt.
  - Bladestorm: De Blademaster begint te tollen, alle vijandelijke troepen en gebouwen rondom hem krijgen schade.
- Far Seer: oude ork gespecialiseerd in sterke spreuken. Dit zijn:
  - Far Sight: laat je tijdelijk in een nog onbekend gebied kijken.
  - Chain Lightning: creëert een bolbliksem die meerdere units achter elkaar schade toebrengt.
  - Feral Spirit: roept wolven op, aanvankelijk Spirit Wolves (sterke grondtroepen). Als de Far Seer verder wordt geüpgraded kan hij sterkere wolven oproepen, namelijk Dire Wolves (een sterkere versie van de Spirit Wolf) en Shadow Wolves (een onzichtbare versie van de Dire Wolf). De wolven komen altijd per twee tegelijk en bestaan 60 seconden. Als deze wolven aanvallen zijn ze niet meer onzichtbaar
  - Earthquake: veroorzaakt een aardbeving die gebouwen beschadigt en troepen vertraagt met lopen.
- Tauren Chieftain: de leider van de Tauren-troepen.
  - Shock Wave: geeft een golf van vernieling aan grondunits en gebouwen.
  - War Stomp: Door met zijn hoef op de grond te stampen doet de Tauren Chieftain schade aan tegenstanders rondom hem. Ook raken ze hiervan bewusteloos.
  - Endurence Aura: 'passive' hierdoor lopen en vechten geallieerde troepen sneller
  - Reincarnation: laat je Tauren Chieftain weer tot leven komen.

## The Sentinels (Night Elves)
Een van de oudste rassen in de wereld van Azeroth. De elfen zijn onsterfelijk en waren de eersten die magie bestudeerden. Hun roekeloze gebruik van magie bracht The Burning Legion naar Azeroth. De elfen waren maar net in staat deze monsters te verslaan en trokken zich toen terug op hun heilige berg, Mount Hyjal. Nu komen ze weer in actie omdat The Burning Legion is teruggekeerd.

### Gebouwen
- Tree of Life: heeft dezelfde functie als een Town Hall of Great Hall.
  - Tree of Ages: geüpgradede Tree of Life. Geeft toegang tot meer gebouwen en troepen.
    - Tree of Eternity: geüpgradede Tree of Ages. Geeft toegang tot alle gebouwen en units.
- Moon Well: voorziet het elfen-leger van voedsel en kan levenspunten en mana herstellen.
- Ancient of War: de barracks van de elfen. Is voor het trainen van de primaire grondtroepen.
- Hunter's Hall: hier wordt onderzoek gedaan naar betere wapens en bepantsering.
- Ancient of Lore: de trainingsplek van de magische troepen. Kan alleen worden gebouwd als je een Tree of Ages en een Hunter's Hall hebt.
- Ancient of the Wind: hier worden de luchttroepen getraind. Kan alleen worden gebouwd als je een Tree of Ages hebt.
- Ancient Protector: vergroot het gebied dat je kunt overzien en kan grond- en luchttroepen aanvallen.
- Chimaera roost: hier worden de Chimaera getraind. Kan alleen worden gebouwd als je een Tree of Eternity en een Ancient of the Wind hebt.
- Altar of the Elders: hier worden de helden van de elfen getraind.

### Normale troepen
- Wisp: oude geesten zonder vaste vorm. Ze doen dienst als werkers voor de elfen.
- Archer: de primaire vechters van de elfen. (nl: Boogschutters)
- Huntress: de sterkere krijgers van de elfen. Door middel van uilen die ze op bomen zetten kunnen ze onzichtbare vijanden zien.
- Glaive Thrower: een soort ballista's (zie Warcraft II) die enorme pijlen afschieten. Goed voor het betere sloopwerk.
- Dryad: de dochters van de elfen-god Cenarius. Ze zijn erg snel in een gevecht. Hun spreuken zijn:
  - Slow Poison: vertraagt een vijand en neemt langzaam diens gezondheid weg.
  - Abolish Magic: neemt positieve magische upgrades van vijandige units weg, en negatieve magische upgrades van eigen units.
  - Spell Immunity: 'passive' zelf zijn ze immuun voor spreuken.
- Druid of the Claw: Deze oude druïden gebruiken de kracht van de berentotem. Ze kunnen in een beer veranderen om aan te vallen. Hun spreuken zijn:
  - Bear form: verandert de druïde in een beer, dit maakt hem een sterke grondkrijger.
  - Night Elf Form: verandert de druïde terug van beer naar elf zodat hij weer spreuken kan uitspreken.
  - Roar: geeft eigen units in de buurt van de druïde meer kracht.
  - Rejuvenation: geneest een eigen krijger over een lange tijd.
- Hippogryph: oude magische wezens speciaal tegen luchtaanvallen, ze kunnen samen met een boogschutter een Hippogryph Rider maken, die ook grondtroepen kunnen aanvallen.
- Druid of the Talon: druïden die de totem van de kraai als krachtbron hebben.
  - Faerie Fire: verminderd de verdediging van de vijand.
  - Crow Form: Net als de Druids of the Claw kunnen ze in een dier veranderen. In dit geval een kraai. Als kraai hebben ze een heel sterke aanval tegen andere vliegende eenheden.
  - Cyclone: Ze kunnen vijanden met een cycloon de lucht in gooien. Een vijand kan dan niet meer bewegen of aanvallen, maar hij kan ook niet aangevallen worden. Goed om sterke tegenstanders tijdelijk uit te schakelen.
- Chimaera: een tweekoppige draak en de sterkste normale eenheid van de nacht elfen. Ze kunnen vliegen en doen zeer veel schade aan grondtroepen.

### Helden en speciale troepen
- Demon Hunter: donkere schaduwachtige krijger. Zijn spreuken zijn:
  - Mana Burn: "brandt" mana weg bij de vijand, waarbij ook schade wordt aangericht.
  - Immolation: legt een soort brandende deken om de Demon Hunter, waardoor vijandelijke grondtroepen schade krijgen.
  - Evasion: 'passive' geeft de Demon Hunter extra kans om aanvallen te ontwijken.
  - Metamorphosis: veranderd de Demon Hunter in een krachtige demon die nu ook luchttroepen kan aanvallen.
- Keeper of the Grove: een zoon van de Night Elves-god Cenarius. Net als zijn zussen, de Dryads, lijkt hij op half Night Elf, half hert. Zijn spreuken zijn:
  - Entangling Roots: laat boomwortels uit de grond schieten die vijandige troepen vast zetten.
  - Force of Nature: verandert bomen in Treants die zijn vijanden aanvallen.
  - Thorns Aura: 'passive' geeft eigen troepen een doornen schild dat vijandige units beschadigt.
  - Tranquility: veroorzaakt een speciale regen over een groot gebied dat eigen en bevriende manschappen geneest.
- Priestess of the moon: Elfen-priesteres rijdend op witte tijgers. Haar spreuken zijn:
  - Scout: stuurt een tijdelijke uil op weg, om onbekend gebied te bekijken. Deze uil kan ook onzichtbare troepen zien.
  - Searing Arrows: voegt vuur aan haar pijlen toe, waardoor die extra dodelijk worden.
  - Trueshot Aura: 'passive' zorgt voor extra schade van pijlen die door vriendelijke troepen worden afgevuurd.
  - Starfall: een sterrenregen die zware schade doet aan alle vijandelijke troepen en gebouwen.
- Treant: levende bomen opgeroepen door de Keeper of the Grove.
- Owl Scout: een uil opgeroepen door de Priestess of the Moon. Dient als verkenner en is onkwetsbaar.
- Hippogryph rider: ontstaat als een archer op een hippogryph gaat rijden.

## The Undead Scourge (ondoden)
De ondoden zijn de voorhoede van The Burning Legion, gestuurd om chaos en vernieling te zaaien in de wereld van Azeroth. Ze worden aangevoerd door Ner'zhul, de voormalige leider van de orks, nu teruggebracht uit de dood, vanuit het ijzige land Northrend.

### Gebouwen
- Necropolis: het centrum van een ondode nederzetting
  - Halls of the Dead: geüpgradede Necropolis. Geeft toegang tot meer gebouwen en troepen.
    - Black Citadel: geüpgradede Halls of the Dead. Geeft toegang tot alle gebouwen en troepen.
- Ziggurat: produceert voedsel voor het leger van de ondoden. Kan worden geüpgraded tot:
  - Spirit Tower: vergroot het gebied dat je kan overzien en kan grond- en luchttroepen aanvallen.
- Haunted Goldmine: dit gebouw moet eerst worden gebouwd boven op een goudmijn voordat de ondoden er goud kunnen delven.
- Crypt: de trainingsplaats voor de primaire troepen.
- Graveyard: kan de primaire grondtroepen upgraden met meer pantser en kracht.
- Slaughter House: traint de zwaardere aanvalseenheden van de ondoden. Kan alleen worden gebouwd als je een Halls of the Dead en een Graveyard hebt.
- Temple of the Damned: de trainingsplek voor de magiegebruikers. Kan alleen worden gebouwd als je een Halls of the Dead en een Graveyard hebt.
- Sacrificial Pit: hier worden Acolytes veranderd in Shades. Kan alleen worden gebouwd als je een Halls of the Dead hebt.
- Bone Yard: hier worden Frost Wyrms getraind. Kan alleen worden gebouwd als je een Black Citadel en een Sacrificial Pit hebt.
- Altar of Darkness: traint de helden van de ondoden.

### Normale troepen
- Acolyte: de werkers van de ondoden.
- Ghoul: de primaire soldaten die andere lijken kunnen opeten om te genezen. Ze kunnen ook hout hakken als dat moet.
- Crypt Fiend: gemummificeerde monsters die lijken op een kruising tussen mensen en spinnen. Ze kunnen een web weven dat vijandelijke luchttroepen naar beneden haalt.
- Gargoyle: vliegende monsters. Ze kunnen zichzelf in steen veranderen om zo immuun te worden voor magie en ze sneller genezen, maar ze kunnen dan niet meer aanvallen of bewegen.
- Abomination: monsters bestaande uit ledematen van lijken. Ze zijn zeer sterk in een gevecht.
- Meat Wagon: deze wagens kunnen pas gedode manschappen oprapen en later als lijken ergens anders neerleggen.
- Necromancer: hoewel ze er nog menselijk uitzien, zijn de Necromancers toch deel van het leger van de Undead. Ze vormen de primaire tovenaars van de ondoden. Hun spreuken zijn:
  - Unholy Frenzy: vergroot de kracht van de troepen enorm, maar neemt langzaam zijn gezondheid weg.
  - Cripple: maakt een vijand enorm langzamer en kwetsbaarder.
  - Raise Dead: verandert een lijk in twee skeletten.
- Banshee: ooit waren dit elfen, totdat ze werden vermoord door demonen en ze zich aansloten bij de ondoden. Zij kennen ook een aantal spreuken:
  - Curse: vervloekt een vijand zodat zijn aanvallen vaker missen.
  - Anti-magic Shell: creëert een barrière die een unit tegen magische aanvallen beschermt.
  - Possession: verlamt een vijand en de Banshee tijdelijk, waarbij de Banshee erg kwetsbaar wordt. Na korte tijd echter krijg je permanente controle over de vijandige unit.
- Shade: ontstaan als je een Acolyte opoffert in de Sacrificial pit. Shades (ned: schaduw) zijn onzichtbaar en kunnen andere onzichtbare troepen zien. Ze kunnen niet aanvallen, maar doen dienst als spionnen.
- Frost Wyrm: het skelet van een draak weer tot leven gebracht door Ner'zhul. Ze vormen de sterkste normale troepen van de ondoden.

### Helden en speciale troepen
- Death Knight: deze voormalige paladin teruggebracht uit de dood werkt nu voor de ondoden. Hij is zowel goed in een gevecht als op het gebied van magie. Zijn spreuken zijn:
  - Death Coil: speciale aanval van een Death Knight — brengt schade toe aan levende troepen, maar geneest juist ondode troepen.
  - Death Pact: doodt een eigen soldaat en geeft een deel van diens (levens)kracht aan de Death Knight.
  - Unholy aura: vergroot de snelheid en regeneratie van eigen troepen.
  - Animate Dead: wekt zes dode troepen weer tot leven als onkwetsbare ondoden. Dit werkt maar tijdelijk.
- Dread Lord: zeer sterke demonen die ook enkele spreuken kennen:
  - Carrion Swarm: creëert een zwerm van vleermuizen die de vijand aanvallen
  - Sleep: laat een vijand in slaap vallen totdat hij aangevallen wordt.
  - Vampiric Aura: versterkt eigen melee troepen.
  - Inferno: roept een Infernal op voor een beperkte tijd.
- Lich: voormalige tovenaars die net als Ner'zhul veranderd zijn in ondoden. Ze beheersen de ijs-elementen van Northrend waardoor ze de volgende spreuken hebben:
  - Frost Nova: gooit een ijzige kou op vijandelijke troepen, hierdoor lopen ze schade op en zijn ze tijdelijke langzamer.
  - Frost Armor: geeft een schild van ijs om zichzelf of vriendschappelijke troepen. Vertraagd de aanval van vijandelijke grondtroepen die hier tegenin willen gaan.
  - Dark Ritual: offert een eigen soldaat op voor mana van de Lich.
  - Death and Decay: vernietigd alles in de buurt hiervan.
- Infernal: een demon opgeroepen door een Dread Lord.
- Skeleton Warrior: krijgers die door een Necromancer uit de lijken van gedode troepen worden opgeroepen. Ze kunnen maar tijdelijk bestaan.

## Overig

### Neutrale gebouwen
Deze gebouwen kom je overal in de verschillende levels tegen. Ze kunnen door iedereen worden gebruikt
- Goblin Laboratory: stelt spelers tegen betaling in staat om onbekende delen van de kaart te bekijken en zelfs goblin zeppelins te kopen.
- Goblin Merchant: hier kan je speciale items kopen die je leger kunnen versterken. Dit kan alleen door helden worden gedaan. Elke held unit kan maximaal zes items bij zich dragen. Enkele van deze items zijn:
  - Wand of Negation: maakt alle magie in een bepaalt gebied ongedaan.
  - Scroll of Restoration: hersteld de kracht en mana van vriendschappelijke manschappen in buurt van de held die dit bij zich draagt.
  - Mana Potion: hersteld de mana van een held.
  - Gem of True Seeing: maakt onzichtbare troepen zichtbaar voor de held.
- Fountain of Health: geeft een aura af dat alle troepen in de buurt levenskracht regenereert en zo hun kracht hersteld.
- Fountain of Mana: geeft een aura af dat alle troepen in de buurt mana regenereert zodat ze weer spreuken kunnen uitvoeren.

### Neutrale troepen
Net als in Warcraft I lopen in de levels van Warcraft III een aantal neutrale eenheden rond die gewoon iedereen aanvallen die in hun buurt komt. Als deze eenheden worden verslagen laten ze soms dingen achter die je normaal alleen in een Goblin Merchant kan kopen.
- Rock Golem: deze massieve levende beelden bewaken vaak belangrijke schatten en doorgangswegen. Ze voelen geen pijn van normale en magische aanvallen.
- Red Dragon: de draken die tijdens de tweede oorlog door de orks werden gebruikt als wapens zijn nu uitgebroken en vormen een bedreiging voor iedereen.
- Ogre Lord: net als in Warcraft I zijn deze tweekoppige monsters een vijand van iedereen. In de tweede oorlog vochten ze weliswaar mee met de orks, maar nu bewaken ze goudmijnen en laten niemand, zelfs geen orks, door.
- Creeps: er zijn ook nog creeps die je kunt verslaan om vooral in begin van het spel een hoger level te krijgen.

## Online
Naast de campagnes en vrije gevechten kent Warcraft III ook een systeem om met meerdere spelers over Internet te spelen. Er wordt gebruikgemaakt van "Battle.net". Een speler maakt een account aan, en na een validatie van het spel kan de speler kiezen voor het normale spel, of zelfgemaakte spellen.
Bij het normale spel is het mogelijk om automatisch een spel te vinden, of met een voorgekozen team te spelen.
Bij de custom game zijn spelers verantwoordelijk voor het starten van spellen. Met de meegeleverde "World Editor" kunnen spelomgevingen worden gemaakt waarop kan worden gespeeld, deze vertonen weinig overeenkomsten met het originele spel. Een spelomgeving dat via de World Editor is gemaakt en inmiddels een grote populariteit kent is Defense of the Ancients.

## Trivia
- Het spel is opgenomen in het boek 1001 Video Games You Must Play Before You Die van Tony Mott.